# Leptobatopsis maai
Leptobatopsis maai là một loài tò vò trong họ Ichneumonidae.